# Serebro

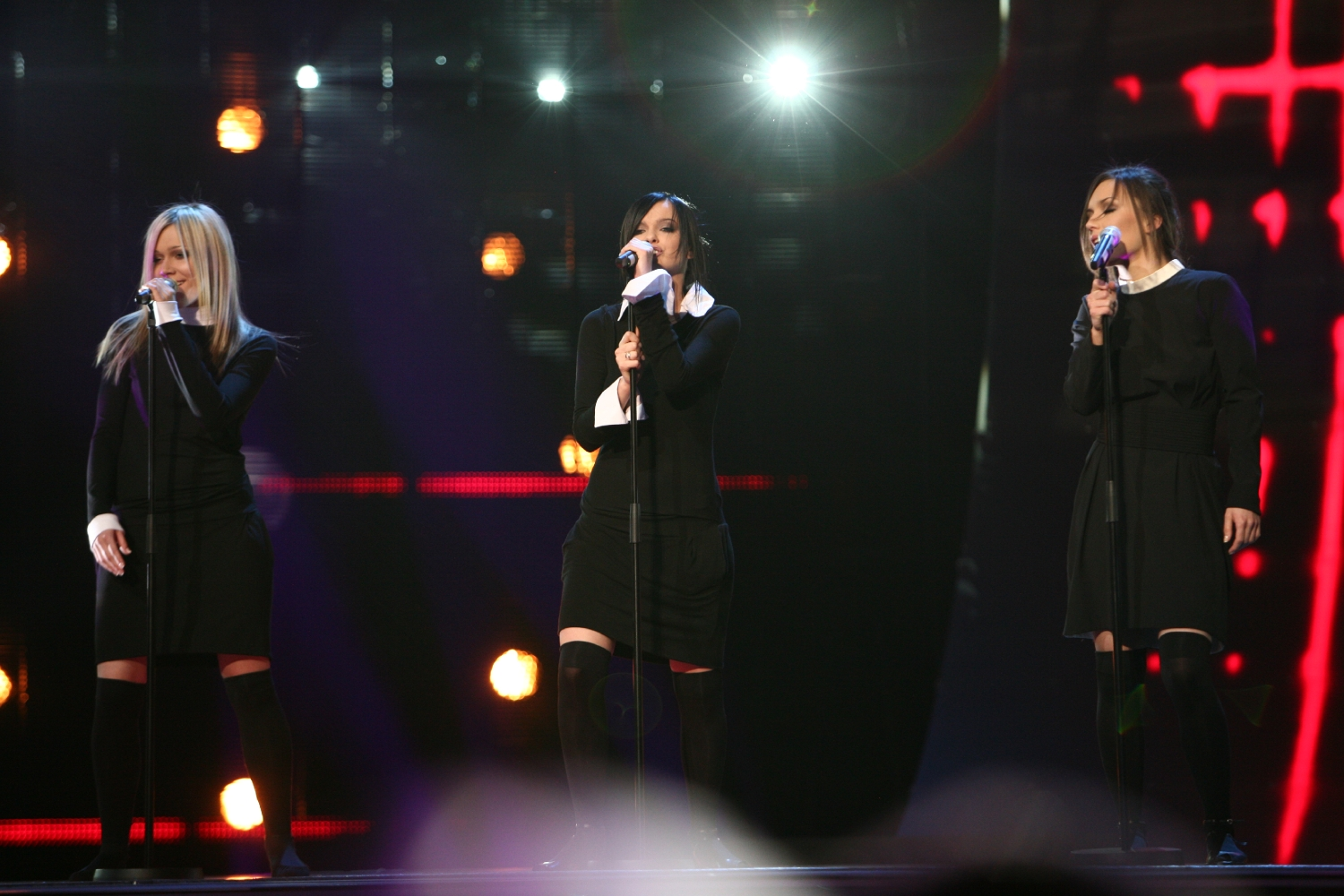
Serebro tijdens het Eurovisiesongfestival 2007.

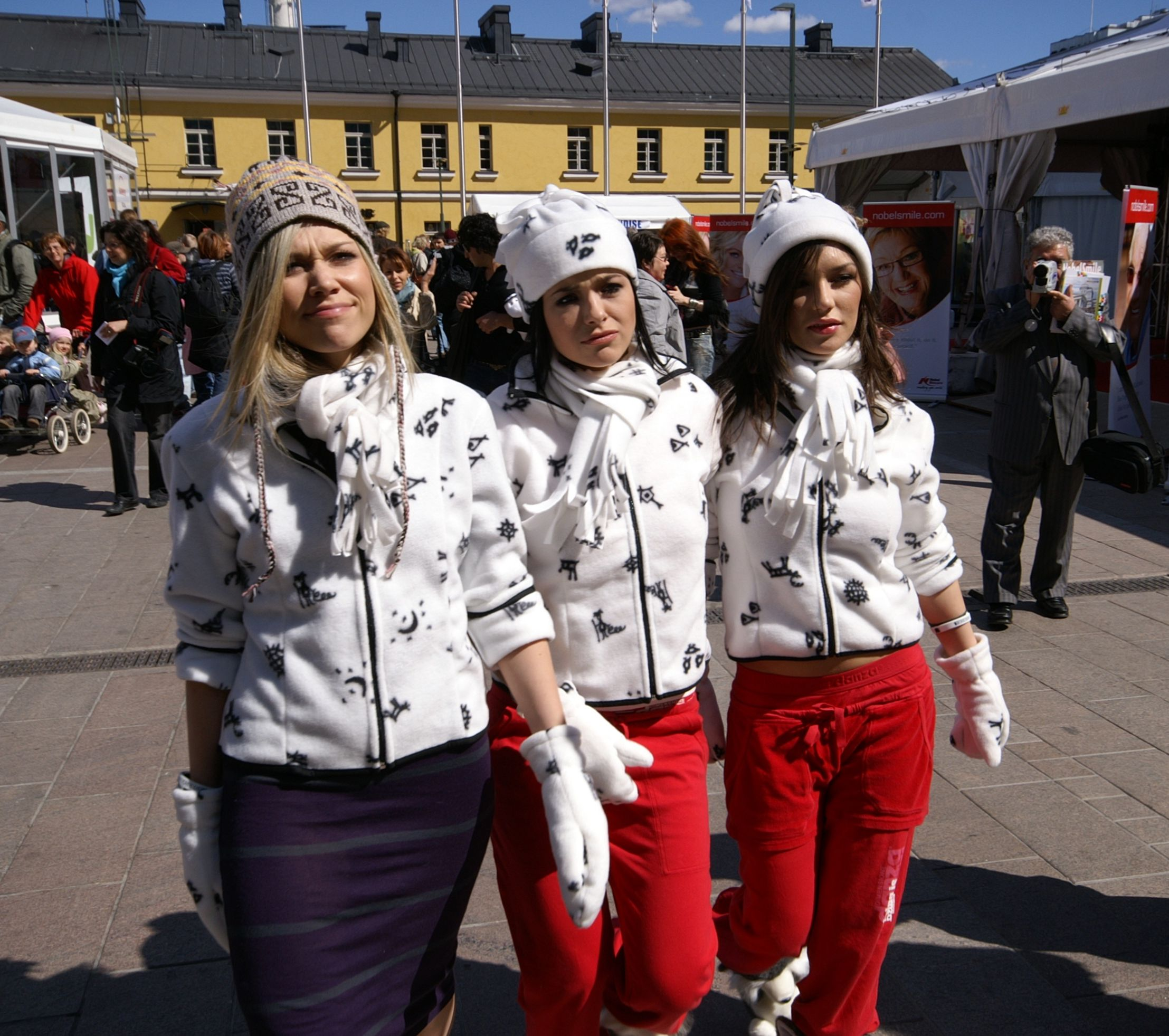
Serebro in Helsinki, Finland in 2017.

Serebro (Russisch: Серебро, Nederlands: Zilver) is een Russisch trio, dat op het Eurovisiesongfestival 2007 een derde plaats behaalde met het nummer Song #1. Het trio is samengesteld door Maksim Fadejev, een prominente Russische producer. 

## Geschiedenis
Zangeres Elena Temnikova kwam in 2003 in contact met producer Maksim Fadejev door haar deelname aan het programma Fabrika Zvjozd, waar Temnikova uiteindelijk derde werd. In 2005 besloot Fadejev om een meidengroep rond Temnikova heen te bouwen. Temnikova nodigde zangeres Olga Serjabkina uit om achtergrondzangeres van de groep te worden. De derde zangeres werd via internetaudities gevonden, namelijk Marina Lizorkina. 

### Eurovisiesongfestival
Fadejev schreef de groep in voor de interne selectie voor het Eurovisiesongfestival 2007. Op 8 maart werd bekendgemaakt dat Serebro de interne selectie voor het Eurovisiesongfestival had gewonnen. Zes dagen later ging hun nummer Song #1 in première bij het radiostation Europa Plus. Op 12 mei 2007 nam de groep deel aan de finale van het Eurovisiesongfestival dat werd gehouden in Helsinki, Finland. Serebro trad als vijftiende op, voor Vjerka Serdjoetsjka uit Oekraïne. Dit was tevens hun eerste televisie-optreden. Aan het einde van de puntentelling eindigde de groep als derde, achter Oekraïne en Servië. De groep kreeg de maximumscore van twaalf punten van Estland, Wit-Rusland en Armenië. De single werd uiteindelijk een nummer 1-hit in Rusland en belandde ook in Oekraïne, Zweden, Zwitserland, Verenigd Koninkrijk en Denemarken in de hitlijsten. De follow-up single Dysji werd een nummer 2-hit in Rusland.
Aan het einde van 2007 won de groep Beste debuut tijdens de MTV Russia Music Awards en de ZD Awards. Ook werd de groep uitgeroepen tot meest verkopende Russische artiest tijdens de World Music Awards. De groep won tevens een Gouden Grammofoon voor Song #1 en mocht optreden tijdens het jaarlijkse Pesnja Goda.

### OpioemROZen vertrek van Lizorkina
In november 2008 bracht Serebro het nummer Opioem uit. Diezelfde maand kreeg de groep de prijs voor Beste groep op de MTV Russia Music Awards. In december 2008 bracht de groep Skazji, ne moltsji uit, dat de derde nummer 1-hit werd voor de groep in Rusland. In de lente van 2009 bracht de groep hun debuutalbum OpioemROZ uit, na het uitstellen ervan in 2008. Het album kreeg lovende kritieken, maar werd geen verkoopsucces. 
Op 18 juni 2009 werd bekendgemaakt dat Marina Lizorkina de groep zou verlaten in verband met financiële en persoonlijke redenen. Zij werd vervangen door Anastasia Karpova, die het nieuwe blonde lid van de groep werd. De eerste single na het vertrek van Lizorkina werd Sladko en de Engelse tegenhanger Like Mary Warner, die op 24 juni 2009 uitkwam. Deze twee liedjes en Opioem en Skazji, ne moltsji werden gebundeld in de EP Izbrannoje die in maart 2010 uitkwam. Hetzelfde jaar werd de groep genomineerd voor Beste Russische act tijdens de MTV Europe Music Awards 2010, maar die prijs ging uiteindelijk naar Dima Bilan. 

### Mama loveren internationaal succes
In de zomer van 2011 bracht Serebro de single Mama lover uit. Kort daarna kwamen de Russische versie Mama ljoeba en de videoclip uit. De videoclip die bij het nummer hoorde zorgde voor grote internationale media-aandacht. De videoclip, waarin Serjabkina, Temnikova en Karpova te zien zijn in een auto, werd meer dan 250 keer geparodieerd. De media-aandacht zorgde ervoor dat Mama lover in de hitlijsten kwam in België, Spanje, Italië en Tsjechië in de zomer van 2012. In Italië werd het nummer zelfs met platinum bekroond.
Later in 2012 kwam het gelijknamige album Mama lover uit. Het album kreeg werd dubbelplatinum in Rusland en is nog steeds het meest succesvolle Serebro-album tot heden.
De vervolgsingle Gun/Maltsjik deed het even goed in de hitlijsten en belandde in de top 30 in Rusland, Letland en Italië. 
In 2013 bracht de groep de single Mi mi mi uit, die gericht was op een internationaal publiek. De single werd niet in Rusland in rotatie gebracht. De muziek van Serebro had wederom succes in Italië, waar het de top 20 haalde. Als het gevolg hiervan besloot 3FM om de single ook in Nederland in rotatie te brengen. De single werd uiteindelijk een alarmschijf en haalde de top 10. Ook had de single succes in Japan en Zuid-Korea. 
De groep kreeg ook een contract aangeboden van EMI Music voor het uitbrengen van hun muziek in Japan. Hierna tourde de groep een paar maanden in Japan, waar ze nummers van zowel hun eerste als tweede album zongen. Ook tekende Serebro een deal met Republic Records en de Universal Music Group.

### Serjabkina als leadzangeres
Karpova kondigde in september 2013 aan om te groep te verlaten om een solocarrière te starten. Fadejev was hiervan al maanden op de hoogte en zangeres Darja Sjasjina werd hierdoor aangekondigd als vervanger voor Karpova. Temnikova verliet de groep in mei 2014 op doktersadvies, vanwege haar zwangerschap. Karpova viel kort in totdat er een vervanger werd gevonden. Dit werd Polina Favorskaja. De laatste single waarin Temnikova te horen was, Ja tebja ne opdam, werd een nummer 1-hit in thuisland Rusland. Na het vertrek van Temnikova werd Serjabkina de leadzangeres van de groep. 
De groep zou hun derde album 925 hebben uitgebracht op 15 oktober 2015, maar Serjabkina maakte een dag ervoor bekend dat de uitgave niet door zou doorgaan, omdat de harddrive waarop de nummers stonden gestolen was. Het album zou alleen digitaal verkrijgbaar zijn.
Begin 2016 moest Sjasjina de groep verlaten vanwege gezondheidsproblemen. Fadejev maakte een noodcasting bekend en er werd gezocht naar een vervanger voor haar. Dit werd Jekaterina Kisjtsjoek uit Toela. In mei 2016 bracht Serebro hun derde album Sila trjoch uit. Kort daarna volgde de single Slomano. Serebro bracht ook nog een paar internationale singles uit: Kiss, Chocolate en My money. Kiss en My money wisten beiden de hitlijsten in Italië te halen. 
In de zomer van 2017 bracht de groep het Russischtalige nummer Mezdoe nami ljoebov uit. Het nummer deed het goed in de Russische hitlijsten, waar het de top 10 wist te halen. 
In augustus kwam onverwacht het vertrek van Polina Favorskaja, die stopte omdat ze in eerder dat jaar geïnspireerd geraakt was door meditatie en daarom wilde reizen naar spirituele plekken. Fadejev maakte bekend dat Favorskaja nog de tour ging afmaken. Als eerbetoon aan Favorskaja, bracht de groep het nummer V kosmose uit.

### Nieuw tijdperk
Na de aankondiging van het vertrek van Favorskaja kondigden Fadejev en het platenlabel MALFA een auditieronde aan. Deze audities vonden via Instagram plaats. Uiteindelijk werd op 17 november bekendgemaakt dat de negentienjarige Tatjana Morgoenova het nieuwe lid van Serebro zou worden.
In oktober 2018 maakte Seryabkina bekend dat ze begin 2019 de groep ging verlaten om volledig op haar solo carrière te richten. In november werden er nieuwe castings gehouden voor drie nieuwe zangeressen. Zowel Kischuk en Morgunova verlieten de groep in februari 2019 en kwam er totaal een nieuwe line-up, bestaande uit Elizaveta Kornilova, Marianna Kochurova en Irina Titova.

## Leden
Het huidige trio bestaat uit:
- Elizaveta Kornilova (22 juni 2000)
- Marianna Kochurova (Sint Pietersburg, 6 juli 1996)
- Irina Titova (Tasjkent, 22 januari 1997)

Voormalige leden:
- Olga Serjabkina (Moskou, 12 april 1985), achtergrondzangeres van 2007 tot 2014, leadzangeres van 2014 tot 2019. Serjabkina verliet de groep om zich volledig te gaan richten op haar solocarrière.
- Jelena Temnikova (Koergan, 18 april 1985), leadzangeres van 2007 tot 2014. Temnikova verliet de groep op doktersadvies vanwege haar zwangerschap. Na de geboorte begon ze een solocarrière.
- Marina Lizorkina (Moskou, 9 juni 1983), achtergrondzangeres van 2007 tot 2009. Lizorkina verliet de groep vanwege financiële en persoonlijke redenen.
- Anastasia Karpova (Balakovo, 2 november 1984), achtergrondzangeres van 2009 tot 2014. Karpova kwam in de groep als vervangen van Lizorkina. Karpova verliet de groep om een solocarrière te beginnen. Karpova viel in 2014 nog kort in voor Temnikova die op doktersadvies de groep verliet.
- Darja Sjasjina (Nizjni Novgorod, 1 september 1990), achtergrondzangeres van 2014 tot 2016. Sjasjina kwam in de groep als vervanger voor Karpova. Sjasjina verliet in 2016 de groep vanwege gezondheidsredenen. Sjasjina begon daarna een carrière als
- Polina Favorskaja (Podolsk, 21 november 1991), achtergrondzangeres van 2014 tot 2017. Favorskaja was de vervanger van Temnikova. In 2017 maakte Favorskaja bekend dat ze uit de groep zou stappen, omdat ze de wereld wilde ontdekken.
- Jekaterina Kisjtsjoek (Toela, 13 december 1993), achtergrondzangeres van 2016 tot 2019. Kisjtsjoek was de vervanger van Sjasjina.
- Tatjana Morgoenova (25 januari 1998), achtergrondzangeres van 2017 tot 2019. Morgoenova werd geselecteerd na een online auditie via Instagram om Favorskaja te vervangen.

## Discografie

### Albums
- OpioemROZ (2009)
- Mama lover (2012)
- Sila trjoch (2016)

### Singles
- Song #1/Pesnja № 1 (2007)
- Dysji (2007)
- Opioem (2008)
- Skazji, ne moltsji (2008)
- Like Mary Warner/Sladko (2009)
- Sexing you/Ne vremja (2010)
- Angel kiss/Davaj derzjatsja za roeki (2010)
- Mama lover/Mama ljoeba (2011-2012)
- Gun/Maltsjik (2012)
- Malo tebja (2013)
- Mi mi mi (2013)
- Oegar (2014)
- Ja tebja ne opdam (2014)
- Ne nado bolneje (2014)
- Kiss (2015)
- Perepoetala (2015)
- Otpoesti menja (2015)
- Chocolate (2016)
- Slomona (2016)
- My money (2016)
- Projdjot (2017)
- Mezjdoe nami ljoebov (2017)

## Hitlijsten

### Nederland
| Single met eventuele hitnotering(en) in de Nederlandse Top 40 | Datum van verschijnen | Datum van binnenkomst | Hoogste positie | Aantal weken | Opmerkingen                              |
| ------------------------------------------------------------- | --------------------- | --------------------- | --------------- | ------------ | ---------------------------------------- |
| Mi mi mi                                                      | 2013                  | 20-07-2013            | 7               | 12           | Nr. 8 in de Single Top 100 / Alarmschijf |

### België
| Single met hitnotering(en) in de Vlaamse Ultratop 50 | Datum van verschijnen | Datum van binnenkomst | Hoogste positie | Aantal weken | Opmerkingen |
| ---------------------------------------------------- | --------------------- | --------------------- | --------------- | ------------ | ----------- |
| Mama Lover                                           | 2012                  | 22-06-2012            | tip6            | -            |             |